# Jacques Marescaux
Jacques Marescaux, né le 4 aout 1948 à Clermont-Ferrand, est un médecin et  chirurgien hospitalier français. Membre de l'Académie nationale de chirurgie  et de l'Académie nationale de médecine, il a été chef du département de chirurgie digestive et endocrinienne des hôpitaux universitaires de Strasbourg. Il est le fondateur de Institut de recherche contre les cancers de l'appareil digestif (Ircad), centre de référence de renommée mondiale en matière de chirurgie mini-invasive et de l’European Institute of TeleSurgery, pour la formation des chirurgiens à ces techniques. C'est pour « l'accomplissement de son œuvre chirurgicale » que lui a été décerné la plus prestigieuse récompense de la  Société américaine de chirurgie et d'endoscopie gastro-intestinales (en),  à Washington, en 2010.

## Biographie
Jacques Marescaux est le fils de Jean Marescaux (professeur d'histologie à la faculté de médecine de Strasbourg, né en 1921), le petit-fils de François Albert Marescaux (1877-1980), général de division et le frère du professeur Christian Marescaux, neurologue. Il est reçu major au concours d'internat en 1971. Docteur en chirurgie en 1977, il obtient en 1980 une chaire de professeur des universités en chirurgie digestive (PU-PH).
- 1989-1992 : directeur de l'enseignement spécialisé de chirurgie viscérale à la faculté de médecine de Strasbourg
- 1989-1992 : vice-président du conseil régional de l'INSERM
- Depuis 1989 : chef du service de chirurgie digestive et endocrinienne des hôpitaux universitaires de Strasbourg
- Depuis 1994 : directeur et fondateur de l'IRCAD et de l'EITS
- Le 7 septembre 2001, il réalise à New York une première mondiale en télé-chirurgie en opérant de la vésicule biliaire une patiente qui se trouvait à Strasbourg. C'est l'opération Lindbergh.
- Depuis 2002 : membre fondateur de WeBSurg.
- Depuis le 12 mars 2003 : membre de l'Académie des technologies[4].

En mars 2005, il participe, avec plusieurs collègues strasbourgeois (Pierre Chambon, Jean-Marie Lehn, Pascal Neuville, Charles Woler) au projet de pôle de compétitivité « Innovation Thérapeutique » dans le cadre d'Alsace BioValley.
Le 2 avril 2007, il est également le premier chirurgien au monde à opérer une personne sans laisser de cicatrice, en ôtant la vésicule biliaire d'une patiente âgée de 30 ans sans faire d'incision de la peau, en intervenant par voie vaginale: cholécystectomie trans-vaginale.
Une commission présidée par le professeur Marescaux (commission Marescaux) a été mise en place en janvier 2009 par le président de la République Nicolas Sarkozy pour statuer sur l'avenir des CHU. Elle rend son rapport en mai 2009.
Le 22 août 2022, la parquet national financier ouvre une enquête sur la gestion financière de l'IRCAD et de l'IHU de Strasbourg, dont Jacques Marescaux était alors directeur.

## Œuvres et publications
En collaboration
- (en) avec Sajeesh Kumar: Telesurgery, Springer (Berlin, New York), 2008.
- (en) Jacopo D'Agostino, Michele Diana, Michel Vix, Luc Soler et Jacques Marescaux, « Three-Dimensional Virtual Neck Exploration before Parathyroidectomy », The New England Journal of Medicine,‎ 13 septembre 2012 (lire en ligne)

## Sociétés savantes
Il est membre de plusieurs institutions :
- Depuis 1986 : membre du conseil scientifique de l'Association française de chirurgie.
- Depuis 1990 : membre fondateur de l'Association française de chirurgie hépato-biliaire et de transplantation hépatique.
- Depuis 1997 : membre de la Société européenne de télémédecine.
- Depuis 1998 : correspondant de l'Académie de médecine
- Depuis 2003 : membre de l'International Colorectal Cancer Club (ICRCC)

## Décorations
- Commandeur de la Légion d'honneur. Il est fait chevalier le 31 décembre 1997[8], promu officier le 6 avril 2012[9], puis commandeur le 13 juillet 2019[10].
- Commandeur de l'ordre national du Mérite[11] (2021). Il est directement fait officier le 30 janvier 2008[12].
- Prix de la Société américaine de chirurgie mini-invasive (SAGES) (2010)[13].
- Médaille Ambroise-Paré de l’Académie nationale de chirurgie (2015)[14].